# Élection présidentielle roumaine de 1990
L'élection présidentielle roumaine de 1990 s'est tenue le 20 mai 1990. Ion Iliescu est élu président. Ce scrutin, qui comprenait également les élections législatives de 1990, était le premier après la chute du régime communiste, et les premières élections libres tenues dans ce pays depuis les élections législatives de 1937.

## Mode de scrutin
Le Président de la Roumanie est élu au scrutin uninominal majoritaire à deux tours pour un mandat de quatre ans renouvelable une seule fois. Est élu le candidat qui réunit la majorité absolue des suffrages du total des électeurs inscrits sur les listes électorales. A défaut, un second tour est organisé entre les deux candidats arrivés en tête, et celui recueillant le plus de suffrages est déclaré élu,.
Les résultats sont validés par la Cour constitutionnelle. Le président élu prête ensuite serment devant la Chambre des Députés et le Sénat, réunis en séance commune.

## Résultats
Ion Iliescu s'est largement imposé dès le premier face à ses deux adversaires, remportant la majorité absolue des suffrages dans 39 des 41 județe du pays. En effet seuls le județ de Harghita et celui de Covasna, peuplés tous deux en majorité de Hongrois, ne lui ont pas accordé une majorité de voix (19,56 % et 32,12 % respectivement). En règle générale, Iliescu a réalisé ses meilleurs score en Moldavie et en Valachie.
Radu Câmpeanu a quant à lui réalisé ses meilleurs scores, en dehors de sa majorité absolue en Harghita (76,52 %) et en Covasna (65,95 %), dans les judeţe à forte population hongroise, tels que Cluj (19,94 %), Satu Mare (24,84 %) ou Bihor (26,44 %), ou à forte population allemande comme Timiș (22,16 %) ou Arad (15,75 %), et  enfin à Bucarest (11,94 %).
Enfin, Ion Rațiu a réalisé ses meilleurs score dans les mêmes zones que Câmpeanu, à l'exception du Pays sicule où il a obtenu des scores comparables à sa moyenne nationale. C'est surtout dans la capitale que Rațiu s'est le plus imposé, en y remportant plus de 11 % des suffrages exprimés, et en faisant le seul judeţ où il a dépassé la barre des 8 %.

Ion Iliescu
Radu Câmpeanu
Ion Rațiu